# Croix de cimetière de Réguiny

La croix de cimetière de Réguiny est située au cimetière du bourg de Réguiny dans le Morbihan.

## Historique
La croix de cimetière de Réguiny fait l’objet d’une inscription au titre des monuments historiques depuis le 15 mai 1925.